# موزه صنعتی (کرمان)
موزه صنعتی شامل گنجینه‌ای غنی و دیدنی از هنرهای معاصر و شامل آثار ارزشمندی از هنرمندان ایرانی و خارجی است که در شهر کرمان، خیابان شریعتی و حد فاصل میدان باغ ملی و چهار راه طهماسب آباد واقع است. این موزه مهر ۱۳۵۶ توسط فرح پهلوی افتتاح شد 
این موزه به آثاری اصیل از اساتید بلندآوازه جهان مزین است؛ آثاری از آگوست رودن، هنری مور، امیل نولده، بن نیکلسن، واسیلی کاندینسکی، آلبر مارکه، بلاکادار، جاکوب اپشتاین، بوناتی، تام فیلیپس و همچنین آثار بسیاری از هنرمندان معاصرایران از جمله محمد غفاری (کمال‌الملک) علی‌محمد حیدریان، علی‌اکبر یاسمی، رسام ارژنگی، پرویز تناولی، ژازه تباتبایی، سهراب سپهری، و جمعی دیگر از هنرمندان معاصر ایران. آثار موجود موزه با سبک‌ها و شیوه‌های گوناگونی آفریده شده است. آثار خطاطان، خاکبازان، مینی مالیست‌ها و مینیاتوریست‌ها، کانسپچول‌ها، پاپ آرت‌ها و آبستراکت‌ها را می‌توان در مجموعه آثار موزه مشاهده نمود. سعی بارز موزه هنرهای معاصر کرمان نمایاندن جنبه‌های گوناگون هنرهای تجسمی ایران است. آثار موجود شامل نقاشی‌های آبرنگ و رنگ روغن، سیاه قلم و همچنین تابلوهای موزائیک سنگ، مجسمه‌های گچی، مرمری، برنزی، و چوبی هنرمندان ایرانی و خارجی می‌باشد. در این موزه ۱۲۰۰ اثر هنری نگهداری می‌شود.
در حدود نیمی از آثار متعلق به علی‌اکبر صنعتی بوده و مابقی به سایر هنرمندان معاصر ایرانی و خارجی تعلق دارد سایر آثار موجود در موزه متعلق به بیش از ۸۳ هنرمند معاصر ایرانی و ۱۶ هنرمند خارجی می‌باشد که به جرات می‌توان گفت بعد از موزه هنرهای معاصر تهران آثار موجود در این موزه در ایران منحصر ب فرد می‌باشد و دارای غنی‌ترین گنجینه از هنر معاصر ایران و جهان در ایران می‌باشد. از ویژگی‌های منحصر بفرد این موزه معماری آن می‌باشد. بنای موزه از خشت و آجر ساخته شده و سقف آن به شیوه معماری سنتی ایران گنبدی است. سر در این موزه ترکیبی از آجر و کاشی‌های معرق فیروزه‌ای و سیاه‌رنگ می‌باشد که در سال ۱۳۲۷ احداث و به بنای اصلی الحاق گردیده است. پاکار سردر و پایه‌های آن از سنگ مرمر سفید ساخته شده است؛ که همه روزه شاهد دیدار و بازدید گروه‌های متعدد از گردشگران ایرانی و خارجی از نقاط مختلف ایران و جهان می‌باشد. گذشت زمان و وقایع روزگار باعث فرسوده شدن ساختمان و تأسیسات مجموعه شده است.
- گزارش تصویری از موزه هنرهای معاصر صنعتی